# Kościół św. Katarzyny Aleksandryjskiej w Grzywnie
Kościół św. Katarzyny Aleksandryjskiej w Grzywnie – ceglano-kamienny gotycki kościół rzymskokatolicki w jurysdykcji parafii św. Katarzyny Aleksandryjskiej w Grzywnie. Jest to jeden z najstarszych zachowanych kościołów na ziemi chełmińskiej.

## Historia
Kościół został zbudowany ok. 1300 roku. Według tradycji kościół został zbudowany z inicjatywy biskupa kujawskiego Wisława. W 1293 roku wieś Grzywna została przekazana przez zakon krzyżacki na rzecz biskupstwa włocławskiego. Ze względu na to, że w dokumencie nie wspomniano o prawie patronatu zakłada się, że nie było wówczas kościoła we wsi.
Nie wiadomo, czy kościół został uszkodzony podczas wojen polsko-krzyżackich lub polsko-szwedzkich.
W 1600 roku została zbudowana wieża. Budowę wspierał Jerzy Konopacki. Wieża została rozebrana w XIX lub na początku XX wieku. Nowa wieża została wzniesiona w 1906 lub 1907 roku.
W 1834 roku w nawie kościoła umieszczono dwa barokowe ołtarze: Matki Boskiej z Dzieciątkiem i św. Huberta z ruchowym obrazem Jezusa Chrystusa. Pochodzą one z rozebranego kościoła dominikańskiego pw. św. Mikołaja w Toruniu.
W skład wyposażenia kościoła wchodzi również dzwon spiżowy odlany w 1592 roku przez Marcina (Mertena) Schmidta z Torunia oraz organy pochodzące z początku XX wieku. W kościele wisiały również dwa inne dzwony, odlane w 1605 i 1637 roku. W 1917 roku zostały zdemontowane. Prawdopodobnie zostały one przetopione na potrzeby wojenne Prus pod koniec I wojny światowej. Średnica dzwonu wynosi 74 cm. Dzwon ma na dwóch fryzach na szyi napis: ANNO 1589 / IHS MARIA GRATIA PLENA DOMINVS TECVM // MARIA MATER GRATIA MATER MISERICORD[I]AE, na pierścieniu odsercowym umieszczono napis: MIT GOTTES HVLF GOS MICH MERTEN SCHMIDT ZV TOHRNN. Inskrypcję przerwano maszkaronem i palmetą. Na wieńcu widnieje odcisk medalu. Jego średnica wynosi 42 mm, widnieje na niej słabo czytelna scena Zwiastowania.

## Architektura
Kościół ma jedną nawę. Została ona zbudowana na planie prostokąta o wymiarach 22,2 x 11 metrów. Po stronie wschodniej mieści się prezbiterium o wymiarach 7,8 x 8,5 metra. Przy północnej ścianie prezbiterium znajduje się zakrystia.

## Wystrój kościoła
Wystrój kościoła pochodzi z końca XVI i początku XVIII wieku. Ołtarz powstał w pierwszej połowie XVIII wieku. Został on wykonany przez mistrzów toruńskich. Pod koniec XIX wieku w ołtarzu umieszczono obraz Matki Bożej Niepokalanie Poczętej. Na ścianie prezbiterium znajdują się fragmenty polichromii pochodzące z XVII i XVIII wieku. Przedstawiają one sceny z życia św. Katarzyny Aleksandryjskiej.
Po rozebraniu starej wieży zostały odnalezione pochodzące z połowy XIV wieku gotyckie figurki ceramiczne. Były one umieszczone w dolnych partiach blend szczytu świątyni. Przedstawiały: Madonnę z Dzieciątkiem, św. Antoniego Wielkiego, św. Katarzynę i św. Marię Magdalenę. Na prośbę cesarza niemieckiego Wilhelma II Hohenzollerna zrobiono ich kopie. Po ich renowacji w 2012 roku zostały one umieszczone na ścianie wewnątrz kościoła, w pobliżu prezbiterium.

## Dodatkowe informacje
Zdaniem historyka sztuki Piotra Bireckiego, kościół Opatrzności Bożej w Rudaku (ob. Toruń) był wzorowany na gotyckim kościele św. Katarzyny Aleksandryjskiej w Grzywnie.